# Гойокин
„Гойокин“ (на японски: 御用金) е японски филм от 1969 година, джидайгеки на режисьора Хидео Гоша по негов сценарий в съавторство с Кей Тасака.
В центъра на сюжета е клан от периода Едо, който планира да ограби морски конвой със злато на шогуна, избивайки собствените си селяни, за да не останат свидетели, и негов някогашен самурай, който се опитва да предотврати престъплението. Главните роли се изпълняват от Тацуя Накадаи, Тецуро Тамба, Рурико Асаока, Йоко Цукаса, Куние Танака.